# Suessa Pomècia
Suessa Pomècia (llatí: Suessa Pometia grec antic: Σούεσσα Πωμεντιάνη) va ser una antiga ciutat del Latium que ja no existia en temps històrics i no se'n coneix la situació, només que limitava amb el Pomptinus ager o Pomptinae Paludes
Virgili diu que va ser una colònia d'Alba Longa, i la devia considerar una ciutat llatina, i Diodor de Sicília la relaciona també a la llista de colònies d'aquesta ciutat. Però molt aviat va passar als volscs i Tarquini el Superb la va conquerir. Va ser el primer rei romà que va fer la guerra als volscs diuen Titus Livi i Estrabó.
Estrabó l'esmenta com a metròpoli dels volscs i la presenta com una ciutat opulenta i poderosa, però això podria ser degut a la influència d'anteriors historiadors, ja que segons aquestos amb el botí que el rei romà va fer a la ciutat es va poder construir el Temple de Júpiter Capitolí a Roma. La ciutat s'esmenta com el lloc on els fills d'Anc Marci es van retirar en exili quan va pujar al tron Servi Tul·li, i encara que també es menciona la seva retirada a Apiolae (una altra ciutat conquerida per Tarquini) sembla que més aviat l'exili va ser a Suessa Pomècia.
A les guerres amb els volscs aparèixer com una ciutat important. Titus Livi diu que era una colònia llatina però podria ser un error. També Livi diu que es va revoltar l'any 503 aC i Espuri Cassi Viscel·lí, l'any 502 aC la va reconquerir, va destruir la ciutat va vendre els seus habitants com esclaus. L'any 495 aC la ciutat apareix en mans dels volscs, i el cònsol Publi Servili Prisc Estructe la va conquerir i saquejar. És la darrera vegada que és esmentada. Plini el Vell diu que era una de les ciutats desaparegudes del Latium La seva localització resta per trobar.